# 迪那河

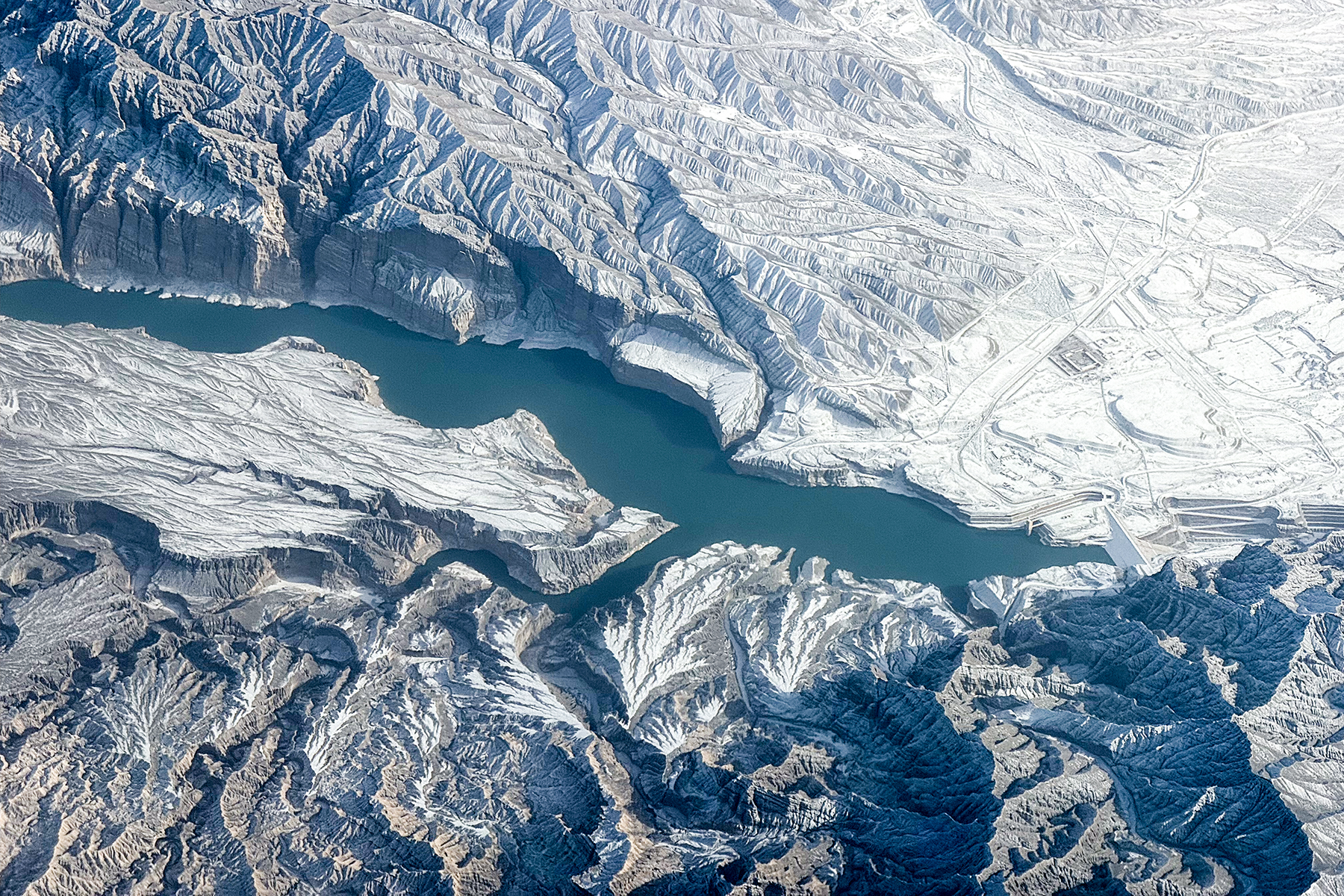
迪那河上游的五一水库

迪那河是中华人民共和国新疆维吾尔自治区轮台县的一条河流，位于塔里木盆地，该河全长95千米，集水面积约1615平方千米，年均径流量约为3.19亿立方米。根据迪那河水文站测定，该河夏季富水期径流量占全年的67.8%，冬季枯水期径流量占全年的2%。
```

```